# Jiří Němec
Jiří Němec (Pacov, 15 maggio 1966) è un ex calciatore ceco, di ruolo centrocampista.
È il quinto miglior calciatore ceco del decennio (1993-2003) secondo la rivista ceca Mladá fronta DNES.

## Carriera

### Club
Iniziò a giocare a calcio nel 1974 nella squadra della sua città e a 15 anni approdò alla Dynamo České Budějovice. Dal 1987 al 1990 militò nel Dukla Praga prima di passare ai rivali dello Sparta Praga.
Nel 1993 si trasferì in Germania nelle file dello Schalke 04. Con i minatori vinse la Coppa UEFA 1997 e la Coppa di Germania nel 2001 e nel 2002.
Sempre nel 2002 ritornò in Repubblica Ceca per giocare con Chmel Blšany, Sparta Praga e Viktoria Žižkov. Terminò la carriera nel 2006 con l'FK Dobrovice, club di quarta divisione.

### Nazionale
Giocò sia con la Cecoslovacchia che con la Rep. Ceca. Con la prima giocò 20 partite e partecipò al campionato del mondo 1990, con la seconda collezionò 64 presenze impreziosite da una rete e fu parte della rosa che giocò agli europei di Inghilterra 1996 e Belgio-Paesi Bassi 2000.

## Statistiche

### Cronologia presenze e reti in nazionale
| Cronologia completa delle presenze e delle reti in nazionale ― Cecoslovacchia | Cronologia completa delle presenze e delle reti in nazionale ― Cecoslovacchia | Cronologia completa delle presenze e delle reti in nazionale ― Cecoslovacchia | Cronologia completa delle presenze e delle reti in nazionale ― Cecoslovacchia | Cronologia completa delle presenze e delle reti in nazionale ― Cecoslovacchia | Cronologia completa delle presenze e delle reti in nazionale ― Cecoslovacchia | Cronologia completa delle presenze e delle reti in nazionale ― Cecoslovacchia | Cronologia completa delle presenze e delle reti in nazionale ― Cecoslovacchia |
| Data                                                                          | Città                                                                         | In casa                                                                       | Risultato                                                                     | Ospiti                                                                        | Competizione                                                                  | Reti                                                                          | Note                                                                          |
| ----------------------------------------------------------------------------- | ----------------------------------------------------------------------------- | ----------------------------------------------------------------------------- | ----------------------------------------------------------------------------- | ----------------------------------------------------------------------------- | ----------------------------------------------------------------------------- | ----------------------------------------------------------------------------- | ----------------------------------------------------------------------------- |
| 4-9-1990                                                                      | Brno                                                                          | Cecoslovacchia                                                                | 0 – 1                                                                         | Egitto                                                                        | Amichevole                                                                    | -                                                                             |                                                                               |
| 29-8-1990                                                                     | Kuusankoski                                                                   | Finlandia                                                                     | 1 – 1                                                                         | Cecoslovacchia                                                                | Amichevole                                                                    | -                                                                             | 53’                                                                           |
| 30-1-1991                                                                     | Sydney                                                                        | Australia                                                                     | 0 – 1                                                                         | Cecoslovacchia                                                                | Amichevole                                                                    | -                                                                             |                                                                               |
| 6-2-1991                                                                      | Sydney                                                                        | Australia                                                                     | 0 – 2                                                                         | Cecoslovacchia                                                                | Amichevole                                                                    | -                                                                             |                                                                               |
| 1-5-1991                                                                      | Tirana                                                                        | Albania                                                                       | 0 – 2                                                                         | Cecoslovacchia                                                                | Qual. Euro 1992                                                               | -                                                                             |                                                                               |
| 5-6-1991                                                                      | Reykjavík                                                                     | Islanda                                                                       | 0 – 1                                                                         | Cecoslovacchia                                                                | Qual. Euro 1992                                                               | -                                                                             |                                                                               |
| 21-8-1991                                                                     | Praga                                                                         | Cecoslovacchia                                                                | 1 – 1                                                                         | Svizzera                                                                      | Amichevole                                                                    | -                                                                             |                                                                               |
| 4-9-1991                                                                      | Bratislava                                                                    | Cecoslovacchia                                                                | 1 – 2                                                                         | Francia                                                                       | Qual. Euro 1992                                                               | -                                                                             |                                                                               |
| 13-11-1991                                                                    | Siviglia                                                                      | Spagna                                                                        | 2 – 1                                                                         | Cecoslovacchia                                                                | Qual. Euro 1992                                                               | -                                                                             |                                                                               |
| 18-12-1991                                                                    | Goiânia                                                                       | Brasile                                                                       | 2 – 1                                                                         | Cecoslovacchia                                                                | Amichevole                                                                    | -                                                                             |                                                                               |
| 4-1-1992                                                                      | Il Cairo                                                                      | Egitto                                                                        | 2 – 0                                                                         | Cecoslovacchia                                                                | Amichevole                                                                    | -                                                                             |                                                                               |
| 25-3-1992                                                                     | Praga                                                                         | Cecoslovacchia                                                                | 2 – 2                                                                         | Inghilterra                                                                   | Amichevole                                                                    | -                                                                             | 82’                                                                           |
| 22-4-1992                                                                     | Praga                                                                         | Cecoslovacchia                                                                | 1 – 1                                                                         | Germania                                                                      | Amichevole                                                                    | -                                                                             | 67’                                                                           |
| 19-8-1992                                                                     | Bratislava                                                                    | Cecoslovacchia                                                                | 2 – 2                                                                         | Austria                                                                       | Amichevole                                                                    | -                                                                             | 46’                                                                           |
| 2-9-1992                                                                      | Praga                                                                         | Cecoslovacchia                                                                | 1 – 2                                                                         | Belgio                                                                        | Qual. Mondiali 1994                                                           | -                                                                             |                                                                               |
| 23-9-1992                                                                     | Košice                                                                        | Cecoslovacchia                                                                | 4 – 0                                                                         | Fær Øer                                                                       | Qual. Mondiali 1994                                                           | -                                                                             |                                                                               |
| 14-11-1992                                                                    | Bucarest                                                                      | Romania                                                                       | 1 – 1                                                                         | Cecoslovacchia                                                                | Qual. Mondiali 1994                                                           | -                                                                             | 15’                                                                           |
| 24-3-1993                                                                     | Limisso                                                                       | Cipro                                                                         | 1 – 1                                                                         | Cecoslovacchia                                                                | Qual. Mondiali 1994                                                           | -                                                                             |                                                                               |
| 28-4-1993                                                                     | Ostrava                                                                       | Cecoslovacchia                                                                | 1 – 1                                                                         | Galles                                                                        | Qual. Mondiali 1994                                                           | -                                                                             | 81’                                                                           |
| 2-6-1993                                                                      | Košice                                                                        | Cecoslovacchia                                                                | 5 – 2                                                                         | Romania                                                                       | Qual. Mondiali 1994                                                           | -                                                                             | 81’                                                                           |
| Totale                                                                        |                                                                               | Presenze                                                                      | 20                                                                            |                                                                               | Reti                                                                          | 0                                                                             |                                                                               |

| Cronologia completa delle presenze e delle reti in nazionale ― Rep. Ceca | Cronologia completa delle presenze e delle reti in nazionale ― Rep. Ceca | Cronologia completa delle presenze e delle reti in nazionale ― Rep. Ceca | Cronologia completa delle presenze e delle reti in nazionale ― Rep. Ceca | Cronologia completa delle presenze e delle reti in nazionale ― Rep. Ceca | Cronologia completa delle presenze e delle reti in nazionale ― Rep. Ceca | Cronologia completa delle presenze e delle reti in nazionale ― Rep. Ceca | Cronologia completa delle presenze e delle reti in nazionale ― Rep. Ceca |
| Data                                                                     | Città                                                                    | In casa                                                                  | Risultato                                                                | Ospiti                                                                   | Competizione                                                             | Reti                                                                     | Note                                                                     |
| ------------------------------------------------------------------------ | ------------------------------------------------------------------------ | ------------------------------------------------------------------------ | ------------------------------------------------------------------------ | ------------------------------------------------------------------------ | ------------------------------------------------------------------------ | ------------------------------------------------------------------------ | ------------------------------------------------------------------------ |
| 23-2-1994                                                                | Istanbul                                                                 | Turchia                                                                  | 1 – 4                                                                    | Rep. Ceca                                                                | Amichevole                                                               | -                                                                        |                                                                          |
| 20-4-1994                                                                | Zurigo                                                                   | Svizzera                                                                 | 3 – 0                                                                    | Rep. Ceca                                                                | Amichevole                                                               | -                                                                        |                                                                          |
| 25-5-1994                                                                | Ostrava                                                                  | Rep. Ceca                                                                | 5 – 3                                                                    | Lituania                                                                 | Amichevole                                                               | -                                                                        |                                                                          |
| 5-6-1994                                                                 | Dublino                                                                  | Irlanda                                                                  | 1 – 3                                                                    | Rep. Ceca                                                                | Amichevole                                                               | -                                                                        | 84’                                                                      |
| 17-8-1994                                                                | Bordeaux                                                                 | Francia                                                                  | 2 – 2                                                                    | Rep. Ceca                                                                | Amichevole                                                               | -                                                                        | 61’                                                                      |
| 6-9-1994                                                                 | Ostrava                                                                  | Rep. Ceca                                                                | 6 – 1                                                                    | Malta                                                                    | Qual. Euro 1996                                                          | -                                                                        |                                                                          |
| 12-10-1994                                                               | Ta' Qali                                                                 | Malta                                                                    | 0 – 0                                                                    | Rep. Ceca                                                                | Qual. Euro 1996                                                          | -                                                                        |                                                                          |
| 16-11-1994                                                               | Rotterdam                                                                | Paesi Bassi                                                              | 0 – 0                                                                    | Rep. Ceca                                                                | Qual. Euro 1996                                                          | -                                                                        |                                                                          |
| 26-4-1995                                                                | Praga                                                                    | Rep. Ceca                                                                | 3 – 1                                                                    | Paesi Bassi                                                              | Qual. Euro 1996                                                          | -                                                                        |                                                                          |
| 7-6-1995                                                                 | Lussemburgo                                                              | Lussemburgo                                                              | 1 – 0                                                                    | Rep. Ceca                                                                | Qual. Euro 1996                                                          | -                                                                        |                                                                          |
| 16-8-1995                                                                | Oslo                                                                     | Norvegia                                                                 | 1 – 1                                                                    | Rep. Ceca                                                                | Qual. Euro 1996                                                          | -                                                                        | 21’                                                                      |
| 6-9-1995                                                                 | Praga                                                                    | Rep. Ceca                                                                | 2 – 0                                                                    | Norvegia                                                                 | Qual. Euro 1996                                                          | -                                                                        |                                                                          |
| 7-10-1995                                                                | Minsk                                                                    | Bielorussia                                                              | 0 – 2                                                                    | Rep. Ceca                                                                | Qual. Euro 1996                                                          | -                                                                        | 44’                                                                      |
| 29-5-1996                                                                | Salisburgo                                                               | Austria                                                                  | 1 – 0                                                                    | Rep. Ceca                                                                | Amichevole                                                               | -                                                                        | 46’                                                                      |
| 1-6-1996                                                                 | Basilea                                                                  | Svizzera                                                                 | 1 – 2                                                                    | Rep. Ceca                                                                | Amichevole                                                               | -                                                                        | 79’                                                                      |
| 9-6-1996                                                                 | Manchester                                                               | Germania                                                                 | 2 – 0                                                                    | Rep. Ceca                                                                | Euro 1996 - 1º turno                                                     | -                                                                        |                                                                          |
| 14-6-1996                                                                | Liverpool                                                                | Rep. Ceca                                                                | 2 – 1                                                                    | Italia                                                                   | Euro 1996 - 1º turno                                                     | -                                                                        |                                                                          |
| 19-6-1996                                                                | Liverpool                                                                | Rep. Ceca                                                                | 3 – 3                                                                    | Russia                                                                   | Euro 1996 - 1º turno                                                     | -                                                                        | 77’                                                                      |
| 23-6-1996                                                                | Birmingham                                                               | Rep. Ceca                                                                | 1 – 0                                                                    | Portogallo                                                               | Euro 1996 - Quarti di finale                                             | -                                                                        |                                                                          |
| 26-6-1996                                                                | Manchester                                                               | Rep. Ceca                                                                | 0 – 0 dts (6 – 5 dtr)                                                    | Francia                                                                  | Euro 1996 - Semifinali                                                   | -                                                                        | 84’                                                                      |
| 30-6-1996                                                                | Londra                                                                   | Rep. Ceca                                                                | 1 – 2 gg                                                                 | Germania                                                                 | Euro 1996 - Finale                                                       | -                                                                        | [ 2 ]                                                                    |
| 4-9-1996                                                                 | Jablonec nad Nisou                                                       | Rep. Ceca                                                                | 2 – 1                                                                    | Islanda                                                                  | Amichevole                                                               | -                                                                        |                                                                          |
| 18-9-1996                                                                | Teplice                                                                  | Rep. Ceca                                                                | 6 – 0                                                                    | Malta                                                                    | Qual. Mondiali 1998                                                      | -                                                                        |                                                                          |
| 9-10-1996                                                                | Praga                                                                    | Rep. Ceca                                                                | 0 – 0                                                                    | Spagna                                                                   | Qual. Mondiali 1998                                                      | -                                                                        |                                                                          |
| 10-11-1996                                                               | Belgrado                                                                 | Jugoslavia                                                               | 1 – 0                                                                    | Rep. Ceca                                                                | Qual. Mondiali 1998                                                      | -                                                                        |                                                                          |
| 26-2-1997                                                                | Poděbrady                                                                | Rep. Ceca                                                                | 4 – 1                                                                    | Bielorussia                                                              | Amichevole                                                               | -                                                                        | 46’                                                                      |
| 8-6-1997                                                                 | Valladolid                                                               | Spagna                                                                   | 1 – 0                                                                    | Rep. Ceca                                                                | Qual. Mondiali 1998                                                      | -                                                                        | 40’                                                                      |
| 20-8-1997                                                                | Teplice                                                                  | Rep. Ceca                                                                | 2 – 0                                                                    | Fær Øer                                                                  | Qual. Mondiali 1998                                                      | -                                                                        | cap.                                                                     |
| 24-8-1997                                                                | Bratislava                                                               | Slovacchia                                                               | 2 – 1                                                                    | Rep. Ceca                                                                | Qual. Mondiali 1998                                                      | -                                                                        | cap.                                                                     |
| 6-9-1997                                                                 | Toftir                                                                   | Fær Øer                                                                  | 0 – 2                                                                    | Rep. Ceca                                                                | Qual. Mondiali 1998                                                      | -                                                                        | cap.                                                                     |
| 24-9-1997                                                                | Ta' Qali                                                                 | Malta                                                                    | 0 – 1                                                                    | Rep. Ceca                                                                | Qual. Mondiali 1998                                                      | -                                                                        | cap. 46’                                                                 |
| 11-10-1997                                                               | Praga                                                                    | Rep. Ceca                                                                | 3 – 0                                                                    | Slovacchia                                                               | Qual. Mondiali 1998                                                      | -                                                                        | cap.                                                                     |
| 13-12-1997                                                               | Riad                                                                     | Rep. Ceca                                                                | 2 – 2                                                                    | Sudafrica                                                                | Conf. Cup 1997 - 1º turno                                                | -                                                                        | cap. 72’, 83’                                                            |
| 17-12-1997                                                               | Riad                                                                     | Rep. Ceca                                                                | 6 – 1                                                                    | Emirati Arabi Uniti                                                      | Conf. Cup 1997 - 1º turno                                                | -                                                                        | cap.                                                                     |
| 19-12-1997                                                               | Riad                                                                     | Rep. Ceca                                                                | 0 – 2                                                                    | Brasile                                                                  | Conf. Cup 1997 - Semifinale                                              | -                                                                        | cap. 79’                                                                 |
| 21-12-1997                                                               | Riad                                                                     | Rep. Ceca                                                                | 1 – 0                                                                    | Uruguay                                                                  | Conf. Cup 1997 - Finale 3º posto                                         | -                                                                        | cap. 59’                                                                 |
| 25-3-1998                                                                | Olomouc                                                                  | Rep. Ceca                                                                | 2 – 1                                                                    | Irlanda                                                                  | Amichevole                                                               | -                                                                        | cap.                                                                     |
| 21-5-1998                                                                | Kōbe                                                                     | Rep. Ceca                                                                | 1 – 0                                                                    | Paraguay                                                                 | Amichevole                                                               | -                                                                        | cap.                                                                     |
| 24-5-1998                                                                | Yokohama                                                                 | Giappone                                                                 | 0 – 0                                                                    | Rep. Ceca                                                                | Amichevole                                                               | -                                                                        | cap.                                                                     |
| 27-5-1998                                                                | Seul                                                                     | Corea del Sud                                                            | 2 – 2                                                                    | Rep. Ceca                                                                | Amichevole                                                               | 1                                                                        | cap. 24’                                                                 |
| 19-8-1998                                                                | Praga                                                                    | Rep. Ceca                                                                | 1 – 0                                                                    | Danimarca                                                                | Amichevole                                                               | -                                                                        | cap. 71’                                                                 |
| 6-9-1998                                                                 | Toftir                                                                   | Fær Øer                                                                  | 0 – 1                                                                    | Rep. Ceca                                                                | Qual. Euro 2000                                                          | -                                                                        | cap.                                                                     |
| 10-10-1998                                                               | Sarajevo                                                                 | Bosnia ed Erzegovina                                                     | 1 – 3                                                                    | Rep. Ceca                                                                | Qual. Euro 2000                                                          | -                                                                        | cap. 36’                                                                 |
| 14-10-1998                                                               | Teplice                                                                  | Rep. Ceca                                                                | 4 – 1                                                                    | Estonia                                                                  | Qual. Euro 2000                                                          | -                                                                        | cap.                                                                     |
| 18-11-1998                                                               | Londra                                                                   | Inghilterra                                                              | 2 – 0                                                                    | Rep. Ceca                                                                | Amichevole                                                               | -                                                                        | cap. 46’                                                                 |
| 9-2-1999                                                                 | Bruxelles                                                                | Belgio                                                                   | 0 – 1                                                                    | Rep. Ceca                                                                | Amichevole                                                               | -                                                                        | cap. 70’                                                                 |
| 27-3-1999                                                                | Teplice                                                                  | Rep. Ceca                                                                | 2 – 0                                                                    | Lituania                                                                 | Qual. Euro 2000                                                          | -                                                                        | cap.                                                                     |
| 31-3-1999                                                                | Glasgow                                                                  | Scozia                                                                   | 1 – 2                                                                    | Rep. Ceca                                                                | Qual. Euro 2000                                                          | -                                                                        | cap.                                                                     |
| 28-4-1999                                                                | Varsavia                                                                 | Polonia                                                                  | 2 – 1                                                                    | Rep. Ceca                                                                | Amichevole                                                               | -                                                                        | cap.                                                                     |
| 5-6-1999                                                                 | Tallinn                                                                  | Estonia                                                                  | 0 – 2                                                                    | Rep. Ceca                                                                | Qual. Euro 2000                                                          | -                                                                        | cap.                                                                     |
| 9-6-1999                                                                 | Praga                                                                    | Rep. Ceca                                                                | 3 – 2                                                                    | Scozia                                                                   | Qual. Euro 2000                                                          | -                                                                        | cap.                                                                     |
| 18-8-1999                                                                | Drnovice                                                                 | Rep. Ceca                                                                | 3 – 0                                                                    | Svizzera                                                                 | Amichevole                                                               | -                                                                        | cap. 52’                                                                 |
| 4-9-1999                                                                 | Vilnius                                                                  | Lituania                                                                 | 0 – 4                                                                    | Rep. Ceca                                                                | Qual. Euro 2000                                                          | -                                                                        | cap. 71’                                                                 |
| 8-9-1999                                                                 | Teplice                                                                  | Rep. Ceca                                                                | 3 – 0                                                                    | Bosnia ed Erzegovina                                                     | Qual. Euro 2000                                                          | -                                                                        | cap.                                                                     |
| 9-10-1999                                                                | Praga                                                                    | Rep. Ceca                                                                | 2 – 0                                                                    | Fær Øer                                                                  | Qual. Euro 2000                                                          | -                                                                        | cap.                                                                     |
| 13-11-1999                                                               | Eindhoven                                                                | Paesi Bassi                                                              | 1 – 1                                                                    | Rep. Ceca                                                                | Amichevole                                                               | -                                                                        | cap. 52’                                                                 |
| 23-2-2000                                                                | Dublino                                                                  | Irlanda                                                                  | 3 – 2                                                                    | Rep. Ceca                                                                | Amichevole                                                               | -                                                                        | cap. 62’                                                                 |
| 29-3-2000                                                                | Teplice                                                                  | Rep. Ceca                                                                | 3 – 1                                                                    | Australia                                                                | Amichevole                                                               | -                                                                        | cap.                                                                     |
| 3-6-2000                                                                 | Norimberga                                                               | Germania                                                                 | 3 – 2                                                                    | Rep. Ceca                                                                | Amichevole                                                               | -                                                                        | cap. 79’                                                                 |
| 11-6-2000                                                                | Amsterdam                                                                | Paesi Bassi                                                              | 1 – 0                                                                    | Rep. Ceca                                                                | Euro 2000 - 1º turno                                                     | -                                                                        | cap.                                                                     |
| 16-6-2000                                                                | Bruges                                                                   | Rep. Ceca                                                                | 1 – 2                                                                    | Francia                                                                  | Euro 2000 - 1º turno                                                     | -                                                                        | cap. 49’                                                                 |
| 21-6-2000                                                                | Liegi                                                                    | Rep. Ceca                                                                | 2 – 0                                                                    | Danimarca                                                                | Euro 2000 - 1º turno                                                     | -                                                                        | cap.                                                                     |
| 24-3-2001                                                                | Belfast                                                                  | Irlanda del Nord                                                         | 0 – 1                                                                    | Rep. Ceca                                                                | Qual. Mondiali 2002                                                      | -                                                                        | 90’                                                                      |
| 28-3-2001                                                                | Praga                                                                    | Rep. Ceca                                                                | 0 – 0                                                                    | Danimarca                                                                | Qual. Mondiali 2002                                                      | -                                                                        |                                                                          |
| Totale                                                                   |                                                                          | Presenze                                                                 | 64                                                                       |                                                                          | Reti                                                                     | 1                                                                        |                                                                          |

## Palmarès

### Giocatore

#### Club

##### Competizioni nazionali
- Coppa della Cecoslovacchia: 2

Sparta Praga: 1989-1990, 1991-1992
- Campionato cecoslovacco: 2

Sparta Praga: 1990-1991, 1992-1993
- Coppa di Germania: 2

Schalke 04: 2000-2001, 2001-2002

##### Competizioni internazionali
- Coppa UEFA: 1

Schalke 04: 1996-1997

#### Individuale
- Calciatore ceco dell'anno: 1

1997
- Pallone d'oro ceco: 1

1997